# Катингейра
Катингейра (порт. Catingueira) — муниципалитет в Бразилии, входит в штат Параиба. Составная часть мезорегиона Сертан штата Параиба. Входит в экономико-статистический микрорегион Пианко. Население составляет 4415 человек на 2006 год. Занимает площадь 529,456 км². Плотность населения — 8,3 чел./км².

## История
Город основан в 1959 году.

## Статистика
- Валовой внутренний продукт на 2003 год составляет 12 662 829,00 реалов (данные: Бразильский институт географии и статистики).
- Валовой внутренний продукт на душу населения на 2003 год составляет 2772,07 реалов (данные: Бразильский институт географии и статистики).
- Индекс развития человеческого потенциала на 2000 год составляет 0,555 (данные: Программа развития ООН).